# Alemanha na Copa do Mundo FIFA de 2010
A Seleção Alemã de Futebol é uma das 32 participantes da Copa do Mundo FIFA de 2010, realizada na África do Sul.

## Jogadores
| #  | Nome                   | Posição      | Idade | J na Sel | Clube             |
| -- | ---------------------- | ------------ | ----- | -------- | ----------------- |
| 1  | Manuel Neuer           | Goleiro      | 24    | 5        | Schalke 04        |
| 2  | Marcell Jansen         | Meiocampista | 24    | 31       | Hamburgo SV       |
| 3  | Arne Friedrich         | Defensor     | 31    | 72       | Hertha Berlin     |
| 4  | Dennis Aogo            | Defensor     | 23    | 2        | Hamburgo SV       |
| 5  | Serdar Taşçı           | Defensor     | 23    | 12       | Stuttgart         |
| 6  | Sami Khedira           | Meiocampista | 23    | 5        | Stuttgart         |
| 7  | Bastian Schweinsteiger | Meiocampista | 25    | 74       | Bayern de Munique |
| 8  | Mesut Özil             | Meiocampista | 21    | 10       | Werder Bremen     |
| 9  | Stefan Kießling        | Atacante     | 26    | 4        | Bayer Leverkusen  |
| 10 | Lukas Podolski         | Atacante     | 25    | 73       | Köln              |
| 11 | Miroslav Klose         | Atacante     | 32    | 96       | Bayern de Munique |
| 12 | Tim Wiese              | Goleiro      | 28    | 2        | Werder Bremen     |
| 13 | Thomas Müller          | Meiocampista | 20    | 2        | Bayern de Munique |
| 14 | Holger Badstuber       | Defensor     | 21    | 2        | Bayern de Munique |
| 15 | Piotr Trochowski       | Meiocampista | 26    | 31       | Hamburgo SV       |
| 16 | Philipp Lahm           | Defensor     | 26    | 65       | Bayern de Munique |
| 17 | Per Mertesacker        | Defensor     | 25    | 62       | Werder Bremen     |
| 18 | Toni Kroos             | Meiocampista | 20    | 4        | Bayer Leverkusen  |
| 19 | Cacau                  | Atacante     | 29    | 8        | Stuttgart         |
| 20 | Jérôme Boateng         | Defensor     | 21    | 5        | Hamburgo SV       |
| 21 | Marko Marin            | Meiocampista | 21    | 9        | Werder Bremen     |
| 22 | Hans-Jörg Butt         | Goleiro      | 36    | 3        | Bayern de Munique |
| 23 | Mario Gómez            | Atacante     | 24    | 34       | Bayern de Munique |
| T  | Joachim Löw            |              |       |          |                   |

## Participação

### Primeira fase
| Equipe    | Pts | J | V | E | D | GP | GC | Saldo |
| --------- | --- | - | - | - | - | -- | -- | ----- |
| Alemanha  | 6   | 3 | 2 | 0 | 1 | 5  | 1  | 4     |
| Gana      | 4   | 3 | 1 | 1 | 1 | 2  | 2  | 0     |
| Austrália | 4   | 3 | 1 | 1 | 1 | 3  | 6  | -3    |
| Sérvia    | 3   | 3 | 1 | 0 | 2 | 2  | 3  | -1    |

| 13 de junho de 2010 | Alemanha                                         | 4-0    | Austrália | Moses Mabhida, Durban            |
| 20:30               | Podolski 8' · Klose 25' · Müller 67' · Cacau 70' | Súmula |           | Árbitro: Marco Antonio Rodríguez |

| 18 de junho de 2010 | Alemanha | 0-1    | Sérvia        | Nelson Mandela Bay, Porto Elizabeth      |
| 13:30               |          | Súmula | Jovanović 38' | Público: 38 294 Árbitro: Alberto Undiano |

| 23 de junho de 2010 | Gana | 0-1 | Alemanha | Soccer City, Johannesburgo |
| 20:30               |      |     | Özil 60' |                            |

Oitavas de Final
| 27 de junho de 2010 | Alemanha                                  | 4-1 | Inglaterra | Mangaung, Bloemfontein |
| 11:00               | Klose 20' · Podolski 32' · Müller 67' 70' |     | Upson 37'  |                        |

Quartas de Final
| 3 de julho de 2010 | Argentina | 0-4 | Alemanha                                   | Green Point Stadium, Cidade do Cabo          |
| 11:00              |           |     | Müller 3' · Klose 68', 89' · Friedrich 74' | Público: 64 100 Árbitro: UZB Ravshan Irmatov |

Semi-final
| 7 de julho | Alemanha | 0 – 1 | Espanha   | Estádio Moses Mabhida, Durban              |
| 20:30      |          |       | Puyol 73' | Público: 60 960 Árbitro: HUN Viktor Kassai |

Disputa 3º Lugar
| 10 de julho | Uruguai                 | 2 – 3     | Alemanha                              | Estádio Nelson Mandela Bay, Porto Elizabeth           |
| 20:30       | Cavani 28' · Forlán 51' | Relatório | Müller 19' · Jansen 56' · Khedira 82' | Público: 36 254 Árbitro: MEX Benito Armando Archundia |